# Scotty Baesler

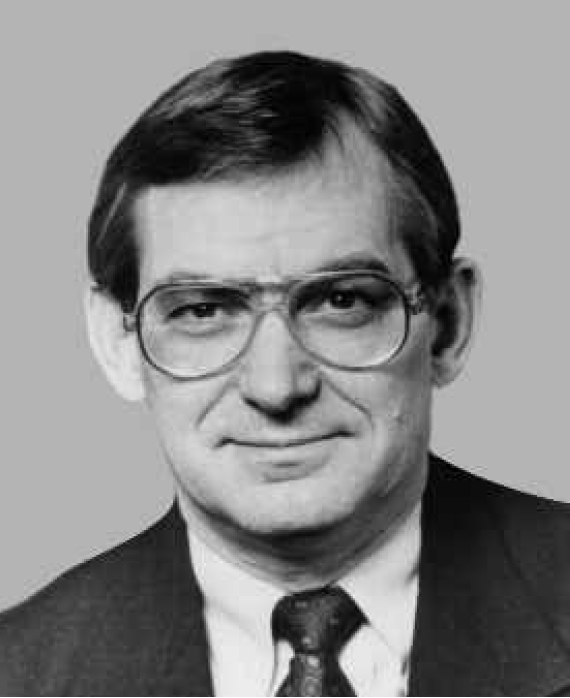
Scotty Baesler

Henry Scott „Scotty“ Baesler (* 9. Juli 1941 in Lexington, Kentucky) ist ein US-amerikanischer Politiker.
Baesler studierte an der University of Kentucky und erhielt dort 1963 seinen Bachelor of Science. Drei Jahre später bekam er an der Law School derselben Universität seinen Juris Doctor. Im selben Jahr wurde er in die Anwaltschaft aufgenommen und begann zu praktizieren. 1974 bis 1977 war er Vizebürgermeister des Fayette County und wurde dort 1979 bis 1981 als Richter tätig. 1982 bis 1993 bekleidete Baesler das Amt des Bürgermeisters von Lexington. Er bemühte sich 1991, demokratischer Kandidat für die Gouverneurswahl zu werden, konnte sich aber am Ende nicht durchsetzen.
Baesler wurde 1992 als Demokrat in den Kongress gewählt und vertrat dort vom 3. Januar 1993 bis zum 3. Januar 1999 den Bundesstaat Kentucky im US-Repräsentantenhaus. Statt 1998 erneut für einen Sitz im US-Repräsentantenhaus zu kandidieren, versuchte Baesler erfolglos, in den US-Senat gewählt zu werden.